# 陸亮輔
陸亮輔（？—？），字左丞，松江府青浦縣人，陸萬鍾之孙，明朝末年政治人物。同進士出身。

## 生平
崇禎十五年（1642年）中式壬午科应天乡试举人。崇禎十六年（1643年），联捷癸未科进士。《明词综》收其词《桃源忆故人》一首。

## 家族
曾祖陸從遠，庠生，赠副使。祖父陸萬鍾，嘉靖乙丑進士，御史，江西右參政。父陸石麟，廪生，赉志早夭。